# Schrezheim (Dischingen)
Schrezheim ist ein Teilort von Dischingen im Landkreis Heidenheim in Baden-Württemberg.

## Lage
Der Weiler liegt etwa zwei Kilometer nordöstlich von Dischingen auf der Ries-Alb. Zwei kleine Gemeindestraßen führen nach Schloss Taxis und Dunstelkingen.

## Geschichte
Die Endung -heim des Ortsnamens deutet darauf hin, dass der Ort in der ältesten Siedlungsschicht, dem Altsiedelland, besiedelt wurde. Schrezheim wurde erstmals 1354 erwähnt, als ein Teil der Katzensteinischen Güter an die Grafen von Oettingen kamen. Der Rest folgte 1589. Zu dieser Zeit hatte auch das Kloster Neresheim Besitzungen im Ort.
Im Jahre 1734 verkaufte Graf Marquard Willibald von Castell unter anderem vier Höfe in Schrezheim an den Fürsten Anselm von Taxis.
Später erhob Pfalz-Neuburg die Obrigkeit über den Ort, trat diese jedoch 1768 an die Fürsten von Thurn und Taxis ab. Auch das Fürstentum Oettingen beanspruchte die Landesherrschaft für sich, was, ausgelöst durch den Ausschank eines Fasses Bier, in einem Feldzug mit je acht Mann endete. Schrezheim gehörte bis 1962 zur Gemeinde Dunstelkingen und wurde dann zu Dischingen umgemeindet.